# Quiñoneros
Los Quiñoneros de Segovia, también conocidos como Los Quiñones, fueron una unidad militar y policial perteneciente al Concejo de Segovia de Castilla y que tenía jurisdicción sobre la Comunidad de Ciudad y Tierra de Segovia.
Entró en funcionamiento durante la Reconquista, a fin de controlar el pillaje y contener las escaramuzas musulmanas en los sexmos de la vertiente sur de la Sierra de Guadarrama, vertiente que se les encomendó repoblar en 1302.

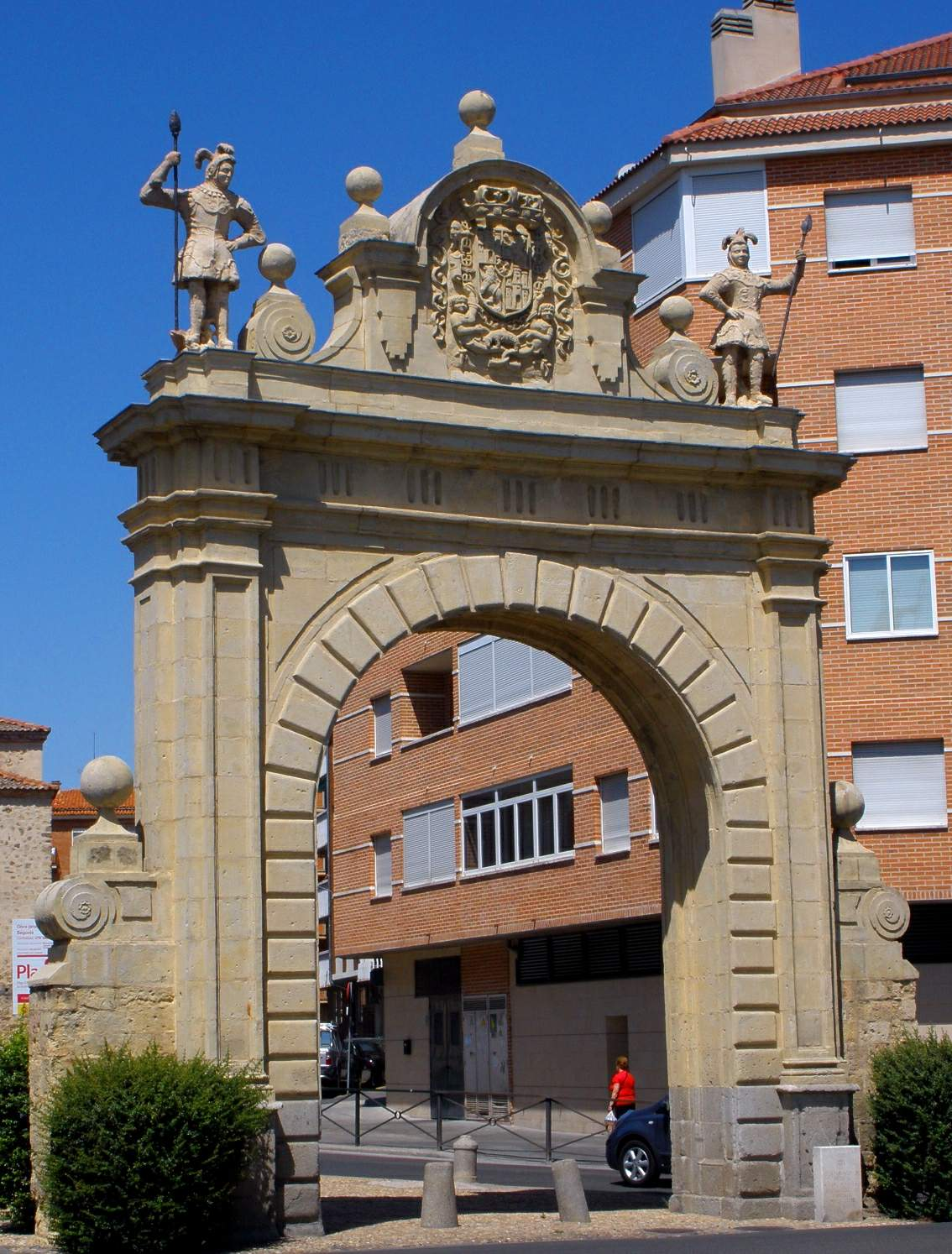
Puerta de Madrid en Segovia, arriba representados Díaz Sanz y Fernán García

Miembros de este cuerpo fueron Díaz Sanz de Quesada y Fernán García de la Torre, quienes en 1075 fueron los capitanes que tomaron definitivamente la villa de Madrid para manos castellanas y se les atribuye la fundación de la Junta de Nobles Linajes de Segovia.